# 阿尔特多夫 (伯布林根县)
阿尔特多夫（德語：Altdorf，發音：[ˈaltˌdɔʁf] ⓘ）是德国巴登-符腾堡州斯图加特行政区伯布林根县的市镇，总面积17.47平方千米，2023年12月31日总人口为4,642人。